# Armée révolutionnaire française
Pour les articles homonymes, voir armée révolutionnaire et forces armées françaises.
 (février 2021).
Si vous disposez d'ouvrages ou d'articles de référence ou si vous connaissez des sites web de qualité traitant du thème abordé ici, merci de compléter l'article en donnant les références utiles à sa vérifiabilité et en les liant à la section « Notes et références ».
Les Armées républicaines françaises constituent la puissance militaire de la République française, chargée d'assurer la défense des idéaux républicains et l'ordre public pendant la période de troubles révolutionnaires qui suit la Révolution française. Quand la Révolution française s'est radicalisée, elle a rapidement été menacée par des ennemis extérieurs et intérieurs. Cet état de guerre permanent a mené à une succession de réformes des armées qui existaient en 1791, à savoir : l'armée du Rhin, l'armée du Nord et l'armée du Centre. 
Ces trois armées ont d'abord été partagées en sept, puis en onze, avant de culminer à quinze armées après la réorganisation par Lazare Carnot, membre du Comité de salut public, à l'automne 1793.
Souvent nommées d'après le département d'où elles opéraient, elles disposaient chacune d'un journal qui lui était propre.
Parmi les principaux généraux figurent Napoléon Bonaparte, Jean-Baptiste Jourdan, André Masséna et Jean Victor Marie Moreau.

## Histoire

### 1791: trois armées
La première organisation des armées françaises qui attribue à chacune une région à défendre date de décembre 1791. Elle est le fait du ministre de la guerre, Narbonne.
L'Armée du Nord est commandée par Rochambeau, l'Armée du Centre par La Fayette et l'Armée du Rhin par Luckner.

### 1792: dix armées
Les dix armées en 1792 sont :
- l'Armée du Nord, cantonnée dans le Nord, elle est séparée le 1er octobre 1792 pour former l'Armée des Ardennes, cantonnée dans les Ardennes, issue de la séparation de l'armée du Nord le 1er octobre 1792 ;
- l'Armée du Centre, créée le 14 décembre 1791, cantonnée en Champagne ;
- l'Armée du Rhin, elle est séparée le 1er octobre 1792 pour former l'Armée des Vosges, issue de la séparation de l'armée du Rhin le 1er octobre 1792 ;
- l'Armée du Midi, créée le 13 avril 1792, sur ordre du Roi, elle est scindée en deux le 1er octobre 1792 et donne naissance à l'Armée des Pyrénées et l'Armée des Alpes. Cette dernière donne elle-même naissance à deux nouvelles armées le 1er novembre 1792 : l'Armée de Savoie,  qui reprend l'appellation Armée des Alpes le 27 novembre 1792 et l'Armée d'Italie, par absorption des unités en provenance de l'Armée du Var (octobre 1792) qui n'avait pas d’existence officielle ;
- l'Armée de l'Intérieur.

### 1793
Alors qu'en février 1793, la France n’avait que 200 000 hommes sous les drapeaux, une levée en masse gonflera énormément les effectifs ; en juillet, on compte 500 000 soldats, en septembre, 732 000, et 804 000 en décembre, un chiffre considérable pour l'époque. Les effectifs seront répartis en un maximum de 15 armées (marine incluse) :
- le 31 janvier 1793, l'Armée des Côtes est créée, mais elle est scindée en deux le 30 avril 1793 donnant naissance à :
  - l'Armée des côtes de Brest,
  - l'Armée des côtes de Cherbourg ;
- l'Armée des Ardennes dont la 1re division rejoint l'armée du Nord le 5 octobre 1793 ;
- l'Armée du Nord ;
- l'Armée intermédiaire créée en août 1793 sur les arrières de l’armée du Nord, elle est intégrée à cette dernière le 15 avril 1794 ;
- l'Armée des Vosges qui est réintégrée le 15 mars 1793 dans l'Armée du Rhin ;
- l'Armée du Rhin ;
- l'Armée de la Moselle ;
- l'Armée des Alpes ;
- l'Armée du camp devant Lyon, issue de la séparation de l'armée des Alpes, le 8 août, qui réintègre le 29 octobre 1793, après le siège de Lyon, l'armée des Alpes ;
- l'Armée d'Italie ;
- l'Armée devant Toulon, créée le 4 septembre 1793 pour le siège de Toulon, issue d'une partie de l'armée d’Italie et d'une partie de l'armée des Alpes et supprimée le 25 décembre 1793 ;
- l'Armée des Pyrénées est scindée en deux le 30 avril 1793 :
  - l'Armée des Pyrénées occidentales, cantonnée dans les Pyrénées Occidentales (aujourd'hui Pyrénées-Atlantiques),
  - l'Armée des Pyrénées orientales, cantonnée dans les Pyrénées-Orientales ;
- l'Armée de l'Intérieur prend le nom Armée de Réserve, le 1er mars 1793, avant de devenir, le 30 avril 1793, Armée des côtes de La Rochelle et enfin Armée de l'Ouest, le 2 octobre 1793 par absorption de l'Armée des côtes de Brest opérant dans le département de la Loire-Inférieure et de l'armée de Mayence ;
- Armée de Pacification également appelée armée de l'Eure absorbée par l'Armée des côtes de Cherbourg le 3 août 1793.

### 1794
Contrairement aux précédentes années, les armées nouvellement créées porteront, plutôt que le nom du département d'où elles opèrent, celui du pays qu'elles envahissent.
Les armées en activité sont :
- l'Armée du Nord ;
- l'Armée de Sambre-et-Meuse (29 juin) : créé à partir de l'aile droite de l'Armée du Nord, de l'aile gauche de l'Armée du Rhin et de l'Armée des Ardennes (qui disparaît) ;
- l'Armée de la Moselle ;
- l'Armée du Rhin ;
- l'Armée devant Mayence créée le 29 décembre 1794 pour permettre au général Kléber de reprendre Mayence. Cette armée est composée de l'aile droite de l'armée de Moselle et de l'aile gauche de l'armée du Rhin. Elle n'est pas considérée comme une véritable armée, car elle reste sous l'autorité de l'Armée du Rhin ;
- l'Armée des Alpes ;
- l'Armée d'Italie ;
- l'Armée des Pyrénées occidentales ;
- l'Armée des Pyrénées orientales ;
- l'Armée de l'Ouest ;
- l'Armée des côtes de Brest ;
- l'Armée des côtes de Cherbourg.

## Autres armées créées par la suite
D'autres armées ont été créées par la suite :
- l'Armée de Rhin-et-Moselle, créée le 20 avril 1795 est une réunion des armées du Rhin et de la Moselle ;
- l'Armée de Rome (issue de l'armée d'Italie) ;
- l'Armée d'Angleterre, créée en janvier 1798, est formée pour contrer le dernier ennemi encore actif en 1797, elle devient l'armée d'Orient et part pour la campagne d'Égypte ; elle se divise en :
  - l'Armée de Syrie,
  - l'Armée d'Égypte ;
- l'Armée d'Allemagne, formée de la fusion l'armée de Rhin-et-Moselle et de l'armée de Sambre-et-Meuse et divisée fin 1797 en armée de Mayence et en armée du Rhin ;
- l'Armée du Danube ;
- l'Armée de Hollande ;
- l'Armée de Batavie créée le 23 septembre 1799 ;
- l'Armée Gallo-Batave, créée le 24 novembre 1800, après l'ajout des troupes bataves à l'armée française de Batavie le 9 mars ;
- l'Armée de Réserve, formée à Dijon en 1800 (voir Armée d'Italie) ;
- l'Armée des Grisons ;
- l'Armée des côtes d'Angleterre, créée en 1802 ;
- l'Armée des côtes de l'Océan, créée en 1804, est formée pour l'invasion de l'Angleterre et devient la Grande Armée en 1805.